# Vicsápapáti
Vicsápapáti (szlovákul Výčapy-Opatovce) község Szlovákiában, a Nyitrai kerületben, a Nyitrai járásban. Nyitraapáti és Nyitravicsáp egyesítésével jött létre. Hozzá tartozik Emődpuszta is.

## Fekvése
Nyitrától 12 km-re északra, a Nyitra-folyó jobb partján található.

## Története
A régészeti leletek tanúsága szerint területén már az újkőkorszakban is éltek emberek. A régészek a vonaldíszes, a zselízi csoport és a lengyeli kultúra településének maradványait tárták fel. A korai bronzkorból a nyitrai csoporthoz tartozó, valamint hallstatt és latén kori erődített település nyomait tárták fel. A Cseterdűlőben 7. századi hamvasztásos temető került elő, de további két helyszínen is voltak koraközépkori leletek. A nagymorva korszakban is erődített település állt itt.[forrás?]
1247-ben még várföldként szerepel, mai nevén 1389-ben említik először.
Nyitravicsáp első írásos említése 1239-ben történt, 1296-ban "Viscup", 1464-ben Kyswychap, 1496-ban Nagh Vychap néven említik. A nyitrai váruradalom része volt, később több nemesi család birtoka. A 15. században a Stibor és a Sándor családé, a 16.–17. században a Thorday, Balilonszky és más családoké. 1630-tól a grófi Csulák, az Osztrosics, a Géczy-Soós, a Solymosi, a 18–19. században a Ghillányi és más családoké. 1496 és 1782 között a falu egy része az elefánti pálos kolostorhoz tartozott, utána pedig a tanulmányi alapé. 1717-ben jobbágyai fellázadtak a súlyos robotterhek ellen. 1715-ben szőlőkertje és 24 háztartása volt. 1787-ben 76 házában 559 lakos élt. 1828-ban 90 házát 622-en lakták volt. Lakói főként mezőgazdasággal foglalkoztak. 1875-ben három tantermes iskola épült a faluban. 1888-ban egyesítették Nyitraapátival.
Nyitraapátit 1389-ben Apathy néven említik először. A Hont-Pázmány nemzetség birtokolta, akik birtokuk egy részét a zoborhegyi bencés apátságnak adták. A falunak már ekkor volt temploma, melyet a Mindenszentek tiszteletére szenteltek. 1496-tól az elefánti pálosoké, 1782-től a tanulmányi alapé. A falu más része nemesi családoké volt. 1437-ben már említik a falu malmát. 1715-ben 11 háztartása létezett. 1787-ben 47 házában 331 lakos élt. 1828-ban 65 háza és 456 lakosa volt, akik főként mezőgazdasággal foglalkoztak.
Vályi András szerint „Kis Vicsap, és Nagy Vicsap. 2. Tót faluk Nyitra Várm. földes Uraik több Urak, fekszenek Csermendhez nem meszsze; határjaik jók, réttyeik meglehetősek, fájok van, szőlejik jól termők, legelőjök elég, piatzok sem meszsze.”
„APÁTI. Nyitra Apáti. (Nitranszka Opatovcze.) Tót falu Nyitra Vármegyében, birtokosai több földes Uraságok, lakosai katolikusok, fekszik Nyitrától egy és 1/4. mértföldnyire. Határja jó termékenységű, földgye, réttye első osztálybéli, malma, piatzozása mint Pereszlénynek; de mivel szőlője, és egyikféle fája sints, második Osztálybéli.”
Fényes Elek szerint „Nyitra-Vicsap, Nyitra m. tót falu, a Nyitra vize mellett; ut. p. Nyitrához 2 órányira, 570 kath., 46 zsidó lak., kath. paroch. templommal, synagogával, kastéllyal, és tehenészettel. – Határa bő termékenységű; réte sok és jó; erdeje derék. F. u. hg. Hohenczollern.”
„Apáthi (Nyitra), tót falu, Nyitra várm., a Nyitra vize mellett: 441 kath., 76 zsidó lak. Rétei igen jók; földe termékeny. F. u. H. Hohenczollern, Soky s más nemesek. Ut. p. N. Tapolcsán.”
Nyitra vármegye monográfiája szerint „Vicsáp-Apáti, magyar község a Nyitra jobb partján, a járás északi határán, 1127 r. kath. és kevés izr. lakossal. Postája és távirója Szomorfalún, vasúti állomás helyben van. A községnek a XVII. században csupán kápolnája volt; de később Soóky János magyar gárdista megkezdette a jelenlegi templom építését, melyet Hohenzollern Frigyes herczeg 1740-ben befejeztetett. Földesura 1730-ban a pálosrendi szerzet volt; 1740-től hosszú ideig a Soóky család, később pedig az Emődy, Ghillányi, Motúz, Csulák és Karácsonyi családok."
Nyitravicsápot és Nyitraapátit 1888-ban egyesítették.
Az első világháború alatt 1916-ban ide is érkeztek erdélyi menekültek. A trianoni békeszerződésig területe Nyitra vármegye Nyitrai járásához tartozott. 1936. május 30-án nagy jégeső károsította meg Nyitrát, valamint Alsó- és Felsőköröskény, Berencs, Cabajcsápor, Csekej, Nagyemőke, Nagycétény, Nyitracsehi, Nyitraegerszeg, Salgó, Tormos, Ürmény, Üzbég, Vicsáp és Apáti, illetve Zobordarázs falvakat.

## Népessége
| Év:            | 1994. | 2004.   | 2014.   | 2024.   |
| -------------- | ----- | ------- | ------- | ------- |
| Emberek száma: | 2151  | 2125    | 2188    | 2137    |
| Eltérés:       |       | -1,20 % | +2,96 % | -2,33 % |

| Év:            | 2023. | 2024.   |
| -------------- | ----- | ------- |
| Emberek száma: | 2153  | 2137    |
| Eltérés:       |       | -0,74 % |

1880-ban Nyitravicsáp 701 lakosából 529 magyar, 135 szlovák, 15 német, 2 egyéb anyanyelvű és 20 csecsemő volt; ebből 631 római katolikus, 53 zsidó és 17 evangélikus vallású. Nyitraapáti 472 lakosából 310 magyar, 109 szlovák, 39 német anyanyelvű és 14 csecsemő volt; ebből 430 római katolikus és 42 zsidó vallású.
1890-ban 1127 lakosából 914 magyar és 158 szlovák anyanyelvű volt.
1900-ban 1179 lakosából 1058 magyar, 98 szlovák, 22 német és 1 ruszin anyanyelvű, ebből 1095 római katolikus, 80 zsidó és 4 evangélikus vallású.
1910-ben 1354 lakosából 1226 magyar, 113 szlovák és 15 német anyanyelvű volt.
1919-ben 1480 lakosából 1295 magyar, 174 csehszlovák, 6 német és 5 más nemzetiségű; ebből 1422 római katolikus, 53 zsidó és 5 evangélikus vallású volt.
1921-ben 1512 lakosából 1035 magyar és 453 csehszlovák volt.
1930-ban 1644 lakosából 1008 magyar és 619 csehszlovák volt.
1970-ben 2513 lakosából 179 magyar, 2314 szlovák, 18 cseh, 1-1 lengyel és orosz volt.
1980-ban 2440 lakosából 189 magyar, 2241 szlovák, 7 cseh, 1 orosz és 2 ismeretlen nemzetiségű volt.
1991-ben 2336 lakosából 2159 szlovák és 171 magyar volt.
2001-ben 2118 lakosából 1959 szlovák és 145 magyar volt.
2011-ben 2156 lakosából 2039 szlovák és 59 magyar volt.
2021-ben 2197 lakosából 28 (+21) magyar, 2091 (+17) szlovák, (+1) cigány, (+1) ruszin, 24 egyéb és 54 ismeretlen nemzetiségű volt.

## Nevezetességei
- Római katolikus temploma a 16. század elején épült késő gótikus stílusban, 1740-ben és 1890-ben átépítették.
- A barokk temetőkápolna 18. századi.

## Híres személyek
- Nyitraapátin született 1632-ben Benkovich Ágoston nagyváradi püspök.
- Itt született 1877-ben Hajnal Henrik ügyvéd, jogi szakíró.
- Itt született 1897-ben Mészáros Elemér József akademikus szobrász, metsző.
- Vicsápapátin született 1911-ben Radnót Magda magyar orvos, szemész, patológus, egyetemi tanár, a Magyar Tudományos Akadémia rendes tagja.
- Elena Holičkova-Kunová, a Szlovák Nemzeti Színház operaénekese
- Katarína Lazarová (1914–1995) író
- Dezider Tóth (1947) akadémikus festőművész
- Itt született 1953-ban Ďurčo Zoltán esperes, a Nyitrai egyházmegye magyar hívek lelki gondozásáért felelős püspöki helynöke.[13]

## Külső hivatkozások
- Hivatalos oldal
- E-obce.sk Archiválva 2008. szeptember 20-i dátummal a Wayback Machine-ben
- Községinfó
- Vicsápapáti Szlovákia térképén